# Seznam nosilcev spominskega znaka Rigonce
Seznam nosilcev spominskega znaka Rigonce.

## Seznam
(datum podelitve - št. znaka - ime)
- neznano - 1 - Viktor Pšeničnik
- neznano - 2 - Dušan Škoflek
- neznano - 3 - Anton Marolt
- neznano - 4 - Robert Fink
- neznano - 5 - Andrej Oštrbenk
- neznano - 6 - Srečko Zore
- neznano - 7 - Miran Slemenšek
- neznano - 8 - Janez Kranjc
- neznano - 9 - Tomaž Šubic
- neznano - 10 - Milan Kranjc
- neznano - 11 - Viktor Klemenčič
- neznano - 12 - Branko Šmajgelj
- neznano - 13 - Tomaž Kodrič
- neznano - 14 - Jernej Molan
- neznano - 15 - Bojan Bradač
- neznano - 16 - Rudolf Kos
- neznano - 17 - Igor Pirc
- neznano - 18 - Ivan Horžen
- neznano - 19 - Ivan Žibert
- neznano - 20 - Karl Rožman
- neznano - 21 - Franc Majcen
- neznano - 22 - Martin Šoško
- neznano - 23 - Martin Žnidaršič
- neznano - 24 - Jože Opravž
- neznano - 25 - Marjan Jagrič